# Мілошево
Мілошево (пол. Miłoszewo) — село в Польщі, у гміні Ліня Вейгеровського повіту Поморського воєводства.
Населення — 471 особа (2011).
У 1975-1998 роках село належало до Гданського воєводства.

## Демографія
Демографічна структура станом на 31 березня 2011 року:
|          | Загалом | Допрацездатний вік | Працездатний вік | Постпрацездатний вік |
| -------- | ------- | ------------------ | ---------------- | -------------------- |
| Чоловіки | 246     | 56                 | 170              | 20                   |
| Жінки    | 225     | 57                 | 135              | 33                   |
| Разом    | 471     | 113                | 305              | 53                   |